# Söchtenau
Söchtenau è un comune tedesco di 2 610 abitanti, situato nel land della Baviera.